# Aeroportul Rocky Mountain House
Aeroportul Rocky Mountain House (IATA: YRM, ICAO: CYRM) este un aeroport din Alberta, Canada. Aeroportul a fost tranzitat în 2010 de 0 pasageri.
Situat la o altitudine de 989 m, aeroportul dispune de o singură pistă.